# روزی روزگاری مریخ
روزی روزگاری مریخ مجموعهٔ نمایش خانگی ایرانی به نویسندگی پیمان قاسم خانی و کارگردانی پیمان قاسم خانی و محسن چگینی است. تیم کارگردانی این سریال را امید ترکاشوند و نیروانا قاسم خانی همراهی می‌کنند. این سریال کمدی فانتزی در فضای سیاره مریخ با آدم‌فضایی‌ها و انسان‌های زمینی جریان دارد. نخستین قسمت از این سریال، ۲۱ تیر ۱۴۰۱ از پلتفرم‌های فیلیمو و نماوا پخش شدو با استقبال و رضایت خوبی از سوی بینندگان همراه شد و تا ۲۶ دی ماه ۱۴۰۱ پخش شد . این سریال ساعت ۸ صبح از نماوا و فیلیمو پخش شد.

## داستان
در سال ۱۴۰۰، ناصر که فردی دردسر ساز و خلافکار به دلیل باختن در شرط‌بندی قرض زیادی بالا میاورد. او مجبور می‌شود کارهایی کند که همسرش را بسیار می‌رنجاند. در همین حین به یک بیماری ناشناس مبتلاست و به دکتر مراجعه می‌کند و دکتر تصمیم میگرد او را منجمد کند و او را تا صدها سال به خواب مصنوعی ببرد. ناصر بعد ۴۰۰ سال به مریخ منتقل می‌شود که نوادگانش در آن زندگی می‌کنند. ولی اسکندر نیوشهابی می‌خواهد آقاجون را از مریخ دیپورت کند که با ماده ای به نام مکافین…

## بازیگران
- سام درخشانی
- ویشکا آسایش
- امیر نوروزی
- امیر کاظمی
- الناز حبیبی
- بهادر مالکی
- لیلی رشیدی
- مهراب قاسم خانی
- فلامک جنیدی
- اصغر حیدری
- امیر مهدی ژوله
- علیرضا استادی
- عبدالله روا
- فرناز رهنما
- نگار فروزنده
- رامین ناصر نصیر
- بهروز رهبری فرد
- نوشین تبریزی
- پیمان فاطمی
- کاظم نوربخش
- محمد شیری
- محمد شعبان پور
- دیبا زاهدی
- آوا فیاض
- سپیده بیگلری
- مهتاب کیان
- شیرین ضابطیان
- فرشید ناصری